# Blues for Lou
Blues for Lou è un album di Grant Green, pubblicato dalla Blue Note Records nel 1999.
Pubblicato a vent'anni dalla morte del chitarrista, il CD contiene materiale fino a quel momento rimasto inedito (registrazioni effettuate dal trio nel 1963).
Tra i brani dell'album da segnalare una versione dell'hit di rhythm and blues del 1959: Personality di Lloyd Price (di cui Big John Patton fu il pianista per cinque anni).

## Tracce
1. The Surrey with the Fringe on Top – 5:04 (Richard Rodgers, Oscar Hammerstein II) – Registrato il 20 febbraio 1963 al Rudy Van Gelder Studio di Englewood Cliffs, New Jersey
2. Blues for Lou – 4:40 (Grant Green) – Registrato il 7 giugno 1963 al Rudy Van Gelder Studio di Englewood Cliffs, New Jersey
3. Big John – 7:24 (John Patton) – Registrato il 20 febbraio 1963 al Rudy Van Gelder Studio di Englewood Cliffs, New Jersey
4. Don't Let the Sun Catch You Crying – 6:55 (Joe Greene) – Registrato il 20 febbraio 1963 al Rudy Van Gelder Studio di Englewood Cliffs, New Jersey
5. Look at That Girl – 4:18 (Ben Dixon) – Registrato il 20 febbraio 1963 al Rudy Van Gelder Studio di Englewood Cliffs, New Jersey
6. This Little Girl of Mine – 6:28 (Ray Charles) – Registrato il 20 febbraio 1963 al Rudy Van Gelder Studio di Englewood Cliffs, New Jersey
7. Personality – 3:46 (Harold Logan, Lloyd Price) – Registrato il 20 febbraio 1963 al Rudy Van Gelder Studio di Englewood Cliffs, New Jersey
8. Have You Ever Had the Blues – 4:28 (Harold Logan, Lloyd Price) – Registrato il 20 febbraio 1963 al Rudy Van Gelder Studio di Englewood Cliffs, New Jersey

Durata totale: 43:03

## Musicisti
- Grant Green - chitarra
- John Patton - organo
- Ben Dixon - batteria